# (11248) Blériot
(11248) Blériot (4354 T-3) – planetoida z grupy pasa głównego asteroid okrążająca Słońce w ciągu 3,23 lat w średniej odległości 2,18 j.a. Odkryta 16 października 1977 roku.